# Francisco Cavaller
Francisco Cavaller Soteras (en catalán: Francesc Cavaller i Soteras, nacido el 14 de octubre de 1932 en Barcelona, Cataluña y fallecido 5 de septiembre de 2011) fue un jugador de hockey sobre hierba español. Su logro más importante fue una medalla de bronce  en los juegos olímpicos de Roma 1960 con la selección de España, siendo esta su única participación en unos Juegos Olímpicos.